# 戎昱
戎 昱（じゅう いく、735年 - 800年代）は、唐代中期の官僚・漢詩人・能書家。

## 生涯
開元23年（735年）、荊州江陵県で生まれる。少年期に安史の乱を経て、至徳元載（756年）に避難して渭州に移住した。その後、進士に合格した。
大暦元年（766年）、戎昱は荊南節度使府に任官し、衛伯玉の幕僚となった。大暦5年（770年）冬、衡州の衡陽・耒陽などを遊歴し、潭州刺史の崔瓘の重さを受けた。大暦11年（776年）に桂州に転任し、桂管防禦観察使の李昌巎の幕僚となり、長安に戻り、御史に仕える。建中4年（783年）から興元元年（784年）にかけて、辰州刺史に転任した。貞元元年（785年）、浙江東道の州刺史に転任した。貞元7年（791年）、虔州刺史に転任した。同年に安南都護に転任した。貞元14年（798年）永州零陵県に住んだ。